# André Lamoglia
André Lamoglia Agra Gomes (Rio de Janeiro, 4 de agosto de 1997) é um ator brasileiro, conhecido por interpretar o personagem Rafael Smor na série Juacas do Disney Channel e o personagem Iván na série espanhola Élite da Netflix.
Ele atuou em séries e novelas brasileiras como Segredos de Justiça, 1 Contra Todos, Detetives do Prédio Azul e Rock Story, entre outras. Também atuou no filme Eu Sou Mais Eu.

## Biografia
André Lamoglia descobriu que queria ser ator graças a seu irmão mais velho, Victor Lamoglia, com quem se encontrava quando começou a trabalhar na atuação. "Eu pedia para acompanhar meu irmão, foi aí que despertou meu interesse e pedi para meus pais me colocarem num curso de teatro", comentou.
Em 2015, lançou seu canal no YouTube, intitulado Sem Moderação, com Marcelo Duque, porém teve apenas um vídeo e não foi muito bem-sucedido. Pouco depois, entrou para o mundo da publicidade trabalhando para uma companhia de serviços de internet.  Nesse mesmo ano, estreou no teatro, interpretando o protagonista na peça Cinderela, de José Wilker, no Teatro Ipanema, com a atriz Anna Rita Cerqueira. Depois, foi um dos atores substitutos durante toda a apresentação da obra. Em 2016, fez seu primeiro trabalho na televisão brasileira. Participou de três dos cinco episódios da segunda temporada da série Segredos de Justiça, interpretando Tomaz Pachá, um dos três filhos adolescentes de um casal recém-separado.
Em 2017, teve seu primeiro papel de destaque na televisão como protagonista da série de televisão brasileira Juacas, que fala sobre o surfe. André interpretou Rafael Santos Moreira de Alcántara e Bragança, ou simplesmente Rafa Smor, líder da equipe, que abandona o curso de verão incentivado por seu pai, um grande empresário, para formar uma equipe de surf e realizar seu sonho. Este personagem lhe permitiu participar de outras produções durante esse mesmo ano. Atuou em séries como 1 Contra Todos (interpretando o amigo de Zévio no quarto episódio da segunda temporada da série, intitulado "Pais e Filhos"), Detetives do Prédio Azul (interpretando Boris no primeiro episódio da nona temporada da série, intitulado "Adéus Bóris"), e Rock Story.
André também participou dos filmes De Novo, Não (2018) e Eu Sou Mais Eu (2019), protagonizados pela youtuber Kéfera Buchmann. Nesta última, André fez o personagem Vitor, um estudante do ensino médio. Em 2019, protagonizou novamente a série de televisão Juacas em sua segunda temporada. Nesta temporada, além de disputar o Campeonato Anual de Ondas de Super Surf (CAOSS), as equipes Juacas, Rede Sharks e Sirenas, enfrentam seus próprios dilemas. Graças ao personagem, foi indicado ao Meus Prêmios Nick na categoria Melhor Artista de Televisão Masculino.
No dia 18 de abril de 2019, André participou em nome do Disney Channel da campanha global do canal National Geographic (conhecida como Nat Geo Run) realizada em Buenos Aires, na Argentina, que conscientiza sobre o impacto ambiental. Ele não só acompanhou esta iniciativa ao colaborar na apresentação do evento como também participou da corrida que foi organizada no âmbito da campanha. Essa participação aconteceu quando o ator estava na Argentina gravando a segunda temporada da série Bia, do Disney Channel, na qual interpreta o personagem Luan, um jogador amigo de infância de Thiago (Rhener Freitas), um brasileiro que o visita e passa a ficar na residência Kunst, e depois encontra o amor de sua vida.
Em 2020, André participou do videoclipe em espanhol para a música "Inesquecível", da cantora Giulia Be, como um rapaz que se apaixona por Giulia. Em 2022 o ator se junta a aclamada série espanhola de sucesso mundial Elite, interpretando o personagem Iván, um brasileiro filho de um famoso jogador de futebol português. Por seu trabalho em Élite, recebeu o trófeu de Melhor Ator Jovem do ano no festival OFF Saravejo, na Bósnia.  Devido ao seu grande talento como ator, foi indicado em duas categorias da 5.ª edição dos Prêmios MTV Miaw: From Brasil! e Maratonei por vc. 

## Filmografia

### Televisão
| Ano       | Título                   | Personagem      | Notas                                      |
| --------- | ------------------------ | --------------- | ------------------------------------------ |
| 2016      | Segredos de Justiça      | Tomáz Pachá     | Regular; Temporada 2                       |
| 2017      | 1 Contra Todos           | Amigo de Zévio  | Episódio: "País e Filhos"                  |
| 2017      | Detetives do Prédio Azul | Bóris           | Episódio: "Adeus, Boris!"                  |
| 2017      | Rock Story               | Garoto da festa |                                            |
| 2017–2019 | Juacas                   | Rafael Smor     | Protagonista                               |
| 2020      | Bia                      | Luan            | Elenco principal; Temporada 2              |
| 2021      | Bia: Um Mundo do Avesso  | Luan            | Elenco principal                           |
| 2022–2024 | Élite                    | Iván Carvalho   | Elenco principal (a partir da Temporada 5) |
| 2024      | Sangue e Água            | Iván Carvalho   | Participação; Temporada 4                  |

### Cinema
| Ano  | Título         | Personagem | Notas     | Direção          |
| ---- | -------------- | ---------- | --------- | ---------------- |
| 2019 | Eu Sou Mais Eu | Vitor      | Principal | Pedro Amorim     |
| 2019 | The Traitor    | Felipe     | Regular   | Marco Bellocchio |

### Vídeos Musicais
| Ano  | Título        | Personagem                       | Artista   |
| ---- | ------------- | -------------------------------- | --------- |
| 2020 | "Inolvidable" | O interesse amoroso de Giulia Be | Giulia Be |

## Prêmios e indicações
| Ano  | Prêmio                | Categoria         | Indicação      | Resultado |
| ---- | --------------------- | ----------------- | -------------- | --------- |
| 2022 | MTV Millennial Awards | From Brasil!      | André Lamoglia | Indicado  |
| 2022 | MTV Millennial Awards | Maratonei por vc  | Élite          | Indicado  |
| 2022 | OFF Saravejo          | Melhor Ator Jovem | Élite          | Venceu    |